# غيغانت (روستوف)
غيغانت (بالروسية: Гигант) هي مدينة في مقاطعة روستوف أوبلاست في روسيا.
السكان
10,249 (إحصاء 2010) على مساحة 46,000 هكتار وتقع في جيجانت.